# Hybrid Synergy Drive
Hybrid Synergy Drive (HSD) – nazwa handlowa technologii hybrydowego napędu samochodów, opracowanej przez firmę Toyota. Jednostki napędowe Hybrid Synergy Drive wykorzystywane są w samochodach Toyota Yaris Hybrid, Toyota Auris Hybrid, Toyota Auris Touring Sports Hybrid, Toyota Prius, Toyota RAV4 Hybrid, Toyota Highlander Hybrid, Toyota Camry Hybrid, Toyota Previa, Lexus RX 400h/RX 450h, Lexus NX 300h/NX 350h, Lexus ES 300h, Lexus GS 450h, Lexus LS 600h/LS 600hL, Lexus CT 200h oraz Lexus HS 250h. Toyota udostępnia również licencję na technologię HSD firmie Nissan, która wykorzystuje ją w modelu Nissan Altima Hybrid. Współpracujący z Toyotą producent podzespołów Aisin Seiki Co. oferuje podobne przekładnie hybrydowe innym firmom motoryzacyjnym.
Do maja 2007 r. Toyota sprzedała na całym świecie milion samochodów hybrydowych, w sierpniu 2009 r. całkowita sprzedaż przekroczyła dwa miliony, w kwietniu 2012 r. – cztery miliony, w grudniu 2014 -- sześć milionów, a w kwietniu 2016 r. globalna sprzedaż samochodów hybrydowych Toyoty przekroczyła dziewięć milionów egzemplarzy. Pojazdy hybrydowe produkcji Toyoty stanowią ok. 75% wszystkich samochodów hybrydowych sprzedawanych w USA.

## Idea napędu hybrydowego
Ideą hybrydowych napędów spalinowo-elektrycznych jest wykorzystanie zalet napędu elektrycznego, takich jak oszczędność i elastyczność, przy wyeliminowaniu jego największej wady, czyli małego zasięgu, przez wykorzystanie silnika spalinowego jako źródła energii. Technologia HSD zapewnia napęd w pełni hybrydowy, umożliwiając również jazdę z napędem czysto elektrycznym, przy wyłączonym silniku spalinowym.
W systemie Toyota HSD głównym źródłem napędu pozostaje silnik spalinowy, jednak konwencjonalną skrzynię przekładniową zastąpiono w nim przekładnią planetarną, która w połączeniu z napędem elektrycznym pełni rolę bezstopniowej skrzyni biegów.
Tłokowy silnik spalinowy osiąga największą sprawność w wąskim zakresie prędkości obrotowych, musi jednak zapewniać napęd kół w całym użytkowym zakresie prędkości samochodu. W konwencjonalnych samochodach za dostosowanie prędkości i momentu obrotowego silnika do zapotrzebowania wynikającego z sytuacji odpowiada wielostopniowa przekładnia zębata, zwana skrzynią biegów. Może to być klasyczna przekładnia manualna ze sprzęgłem ciernym lub przekładnia automatyczna ze sprzęgłem hydrokinetycznym – oba rodzaje realizują to samo zadanie. Kierowca reguluje prędkość i moment obrotowy wytwarzany przez silnik za pomocą pedału przyspieszenia, zaś mechaniczna przekładnia przekazuje niemal całą moc wytwarzaną przez silnik na koła, zmniejszając prędkość obrotową i zwiększając moment obrotowy zgodnie ze współczynnikiem wybranego przełożenia. Liczba dostępnych przełożeń (czyli „biegów”) jest ograniczona, zazwyczaj do 4, 5 lub 6. W związku z tym praktyczny zakres obrotów silnika na każdym z przełożeń obejmuje również wartości niższe i wyższe od obrotów optymalnych, co powoduje spadek średniej sprawności silnika – inaczej mówiąc, zużycie tej samej ilości paliwa daje mniej energii mechanicznej i umożliwia przejechanie mniejszej odległości. Konieczność pracy w szerokim zakresie prędkości obrotowych wiąże się nie tylko z gorszą sprawnością silnika – powoduje również zwiększenie jego złożoności, wielkości i masy, a także zmniejsza niezawodność i trwałość. Dlatego silniki napędzające generatory elektryczne, z definicji pracujące w bardzo wąskim zakresie prędkości obrotowych, są dużo prostsze, mniejsze, lżejsze, trwalsze, bardziej niezawodne i mają większą sprawność, niż silniki samochodowe czy inne, działające w szerokim zakresie prędkości obrotowych.
Rozwiązaniem zapewniającym zachowanie optymalnych warunków pracy silnika podczas jazdy z dowolną prędkością jest bezstopniowa skrzynia biegów, umożliwiająca kierowcy (lub automatowi) płynną zmianę przełożenia stosownie do sytuacji. Tłokowe silniki spalinowe osiągają największą sprawność przy obrotach rzędu 1500-2000 obr./min dla typowej mocy potrzebnej do napędzania samochodu. W pojeździe z napędem HSD silnik spalinowy pracuje w optymalnym zakresie parametrów, gdy potrzebny jest prąd do doładowania akumulatorów lub podczas przyspieszania, zaś gdy zapotrzebowanie na energię jest mniejsze, zostaje wyłączony.
Podobnie jak w mechanicznych bezstopniowych skrzyniach biegów, przekładnia HSD dopasowuje wypadkowe przełożenie między silnikiem a kołami tak, by utrzymać optymalną prędkość obrotową silnika, a jednocześnie zapewnić odpowiedni moment obrotowy przekazywany na koła podczas ruszania czy przyspieszania. Dlatego właśnie Toyota klasyfikuje samochody z napędem HSD jako wyposażone w elektroniczną, bezstopniową skrzynię biegów e-CVT (electronic continuously variable transmission).

## Budowa systemu HSD
W „zwykłym” samochodzie silnik spalinowy napędza koła poprzez skrzynię biegów. Do uruchamiania silnika służy rozrusznik (silnik prądu stałego), czerpiący prąd z akumulatora, zaś prądu dla wszystkich urządzeń elektrycznych (oraz do ładowania akumulatora) dostarcza alternator (generator prądu przemiennego).
W systemie HSD zasadniczym źródłem energii pozostaje tłokowy silnik spalinowy, zaś skrzynię biegów, alternator i rozrusznik zastępują:
- MG1 – silnik-generator prądu przemiennego z wirnikiem z magnesami trwałymi, pełniący rolę rozrusznika przy uruchamianiu silnika spalinowego, zaś generatora podczas przyspieszania[12]
- MG2 – silnik-generator prądu przemiennego z wirnikiem z magnesami trwałymi, pełniący rolę głównego silnika elektrycznego o dużym momencie obrotowym
- Elektroniczny układ zasilania, obejmujący trzy inwertery (przetwornice zamieniające prąd stały na przemienny, DC-AC) i dwa konwertery prądu stałego (DC-DC)
- Mikroprocesorowy układ sterujący
- HVB (high voltage battery) – wysokonapięciowy zestaw akumulatorów, zasilających napęd elektryczny podczas przyspieszania i magazynujący energię odzyskiwaną podczas hamowania
- Przekładnia planetarna, łącząca silnik spalinowy, oba silniki elektryczne i układ przeniesienia napędu na koła.

Przekładnia planetarna pełni rolę rozdzielacza mocy, który dzięki inteligentnemu sterowaniu pracą silnika spalinowego i obu elektrycznych silników-generatorów zapewnia odpowiedni przepływ mocy między poszczególnymi elementami układu

### MG1 i MG2
MG1 (pomocniczy silnik-generator): Przy uruchamianiu silnika spalinowego pełni rolę rozrusznika, zaś w większości sytuacji wytwarza prąd do zasilania silnika MG2 i ładowania akumulatora. Poprzez odpowiednie regulowanie prędkości i momentu obrotowego wytwarzanego przez MG1, układ elektroniczny wykorzystuje go do sterowania przełożeniem bezstopniowej skrzyni biegów. Podczas jazdy z dużą prędkością działa jako silnik zasilany energią wytworzoną przez MG2, zwiększając prędkość przekazywaną do układu przeniesienia napędu.
MG2 (główny silnik-generator): Napędza koła, wykorzystując prąd wytworzony przez MG1 oraz pochodzący z akumulatora i zapewnia gładkie ruszanie z miejsca, zaś podczas hamowania rekuperacyjnego odzyskuje energię, zamieniając energię kinetyczną pojazdu na elektryczną, gromadzoną w akumulatorze. Podczas jazdy z dużą prędkością działa jako generator, wytwarzając prąd zasilający MG1.

### Przekładnia
Wchodząca w skład systemu przekładnia mechaniczna umożliwia rozdzielanie mocy wytworzonej przez silnik spalinowy w taki sposób, by wykorzystać nadmiar prędkości obrotowej lub momentu obrotowego, który nie zostanie przekazany na koła. Przepływem mocy z różnych źródeł – silnika spalinowego i silników elektrycznych – steruje układ mikroprocesorowy z odpowiednim oprogramowaniem. W ten sposób realizowane są funkcje bezstopniowej skrzyni biegów, tyle że konwersja prędkości i momentu obrotowego dokonywana jest za pomocą silników elektrycznych, a nie przekładni mechanicznej. Napęd HSD nie mógłby działać bez sterownika mikroprocesorowego, elektronicznych układów zasilających, akumulatora i elektrycznych silników-generatorów, choć do jego działania nie jest w zasadzie konieczny silnik spalinowy (patrz: Hybryda Plug-in). W istocie, samochód z napędem HSD może przejechać kilka kilometrów bez benzyny – na przykład aby dojechać do stacji benzynowej.
W przekładni planetarnej sumują się momenty obrotowe silnika spalinowego, silników elektrycznych oraz układu przeniesienia napędu. Silnik spalinowy połączony jest z jarzmem, na którym znajdują się koła obiegowe przekładni. Jeden z elektrycznych silników-generatorów (w dokumentacji Toyoty nazywany MG2, zwany również „MG-T” od „torque", czyli moment obrotowy), jest zamontowany na kole zewnętrznym przekładni, połączonym z wałem napędowym – jego zadanie to wspomaganie momentu obrotowego przekazywanego na koła. Drugi, mniejszy silnik-generator (w nomenklaturze Toyoty MG1, zwany także „MG-S” od „speed" – prędkość) połączony jest z kołem centralnym przekładni, która w sytuacji, gdy obroty silnika spalinowego są wyższe, niż wynikałoby to z prędkości obrotowej kół, umożliwia odebranie nadmiaru prędkości przez MG1, pełniący wtedy rolę generatora. Prędkości i momenty obrotowe na poszczególnych elementach są monitorowane przez komputer sterujący układem za pomocą zestawu specjalnych czujników.

## Działanie
W zależności od prędkości i zapotrzebowania na moment obrotowy, zespół napędowy HSD może pracować w różnych trybach. Oto niektóre z nich:
Ładowanie akumulatora: Ładowanie akumulatora HSD może się odbywać podczas postoju pojazdu. Wówczas MG1 pracuje jako generator napędzany przez silnik spalinowy. Prąd trafia w całości do akumulatora, zaś moment obrotowy nie jest przekazywany na koła. Dźwignia biegów musi być ustawiona w pozycję "Park".
Uruchomienie silnika spalinowego: W celu uruchomienia silnika spalinowego, prąd doprowadzany jest do silnika MG1, pełniącego rolę rozrusznika. Ze względu na dużą moc MG1, uruchomienie silnika spalinowego nie stanowi dla niego dużego obciążenia, nie słychać nawet typowego dźwięku rozrusznika. Silnik spalinowy może zostać uruchomiony zarówno podczas postoju, jak i podczas jazdy.
Bieg wsteczny: HSD nie ma osobnego przełożenia dla biegu wstecznego – odpowiednie sterowanie silnikiem-generatorem MG2 (zamiana kolejności faz prądu trójfazowego wytwarzanego przez falownik) powoduje zmianę kierunku jego obrotów i przekazanie ujemnego momentu obrotowego na koła. W przypadku znacznego rozładowania akumulatora, zostanie uruchomiony silnik spalinowy, a rolę źródła energii elektrycznej przejmie MG1 – jednak powoduje to spadek momentu obrotowego przekazywanego na koła.
Luz: W większości krajów przepisy wymagają możliwości przełączenia skrzyni biegów w przełożenie neutralne ("luz"), powodujące mechaniczne odłączenie silnika od kół. HSD realizuje to przez wyłączenie elektrycznych silników-generatorów. W tej sytuacji przy nieruchomych kołach przekładnia planetarna pozostanie w bezruchu, natomiast obracanie się kół spowoduje obracanie się zewnętrznej bieżni, a to z kolei – obracanie się wewnętrznej zębatki (przy niewielkich prędkościach opór silnika spalinowego będzie utrzymywał jarzmo kół obiegowych w bezruchu); wirnik MG1 będzie się obracał, jednak bez ładowania akumulatora. Długotrwała jazda z dźwignią biegu w położeniu "Neutral" prowadzi do rozładowania akumulatora.
Jazda w trybie elektrycznym (EV): Przy niewielkich prędkościach i małych momentach obrotowych HSD może zapewniać napęd bez uruchamiania silnika spalinowego – zasilany jest wyłącznie silnik MG2, zaś MG1 obraca się swobodnie, zapewniając w ten sposób wysprzęglenie silnika spalinowego. Przy naładowanym akumulatorze można tak przejechać nawet kilka kilometrów, nie zużywając ani kropli benzyny.
Niski bieg (odpowiednik niskiego przełożenia): Podczas ruszania i jazdy z małymi prędkościami silnik spalinowy pracuje z większą prędkością obrotową, niż jest to konieczne, jednak wytwarza niewystarczający moment obrotowy. Nadmiar prędkości obrotowej odbierany jest przez MG1, działający jako generator. Prąd wytworzony przez MG1 zasila MG2, który pracując jako silnik elektryczny przekazuje moment do układu przeniesienia napędu.
Wysoki bieg (odpowiednik wysokiego przełożenia): Podczas jazdy z dużą prędkością silnik spalinowy pracuje z prędkością mniejszą od wymaganej, dysponuje natomiast nadmiarem momentu obrotowego. W takiej sytuacji nadmiar momentu obrotowego napędza MG2, pracujący jako generator, zaś wytworzony przezeń prąd zasila MG1 pracujący jako silnik, którego prędkość obrotowa sumuje się w przekładni planetarnej z prędkością obrotową silnika spalinowego, umożliwiając szybsze obracanie się kół. Istnieje także pewien zakres prędkości, w którym cała prędkość i moment obrotowy wytwarzane przez silnik spalinowy przekazywane są na koła, zaś układ elektryczny pozostaje pasywny. Z drugiej strony, jeśli np. podczas gwałtownego przyspieszania zapotrzebowanie na moc przekracza możliwości układu silników i generatorów, dodatkowa energia do zasilania napędu elektrycznego pobierana jest z akumulatora.
Hamowanie rekuperacyjne: Wykorzystując MG2 jako generator napędzany od kół poprzez układ przeniesienia napędu, HSD może realizować hamowanie silnikiem z jednoczesnym odzyskiwaniem energii kinetycznej pojazdu do doładowywania akumulatora. Takie hamowanie rekuperacyjne za pomocą HSD absorbuje znaczną część normalnego obciążenia hamulców, dzięki czemu konwencjonalne hamulce w samochodach z HSD mogą być mniejsze niż w zwykłych samochodach i wolniej się zużywają.
Hamowanie silnikiem: Dźwignia biegów systemu HSD ma położenie oznaczone "B" (od "Brake"; odpowiednik pozycji "L" w zwykłych przekładniach automatycznych), umożliwiające hamowanie silnikiem podczas zjeżdżania ze wzniesień. Tryb ten można włączyć ręcznie zamiast hamowania rekuperacyjnego. Gdy podczas hamowania poziom naładowania akumulatora osiąga dopuszczalne maksimum, układ sterujący przekazuje prąd wytwarzany przez MG2 do MG1, który rozpędza silnik spalinowy przy zamkniętej przepustnicy i w ten sposób absorbuje energię, wyhamowując pojazd.
Elektryczne wspomaganie: Akumulator stanowi rezerwuar energii, umożliwiającej eksploatowanie silnika spalinowego w zakresie optymalnych parametrów pracy, a jednocześnie uzyskanie osiągów pożądanych przez kierowcę. Wykorzystaniem tej energii steruje komputer, w razie potrzeby przekazując ją do silnika elektrycznego, a jednocześnie dbając o jej uzupełnianie.

## Osiągi
Samochody wyposażone w HSD są bardzo oszczędne, np. Toyota Auris HSD, Auris TS HSD, Prius, Prius+ zużywają poniżej 4 l/100 km w mieście i około 4 l/100 km poza miastem (według danych producenta). Subkompaktowy Yaris HSD zużywa jedynie 3,1 l/100 km w mieście. Raporty kierowców podają wartość średniego spalania dla Priusa IV generacji na poziomie 4,5 l/100 km. To około dwukrotnie mniej, niż w przypadku analogicznego samochodu z konwencjonalnym napędem. Tak dobry wynik jest nie tylko efektem użycia napędu hybrydowego, lecz również zastosowania silnika spalinowego pracującego w cyklu Atkinsona. W stosunku do cyklu Otta, w którym pracują klasyczne silniki spalinowe, cykl Atkinsona wyróżnia się przesunięciem faz zaworów, umożliwiającym zmniejszenie oporu stawianego przez tłoki oraz zmniejszenie oporów podciśnienia w układzie dolotowym. Oprócz tego wydłużony cykl pracy pozwala odzyskać większą ilość energii pochodzącej ze spalania mieszanki. Wadą cyklu Atkinsona jest zmniejszenie momentu obrotowego, zwłaszcza przy niskich prędkościach obrotowych, jednak tę niedogodność wyeliminowano w HSD przez wspomaganie potężnym momentem obrotowym wytwarzanym przez MG2.
Zastosowanie napędu hybrydowego może poprawić osiągi danego modelu. Przykładem jest Toyota Highlander, która w wersji hybrydowej przyspiesza od 0 do 100 km/h w 7,2 sekundy, niemal o sekundę szybciej niż wersja z napędem konwencjonalnym. Łączna moc napędu hybrydy to 268 KM (200 kW), zaś wersji podstawowej 215 KM (160 kW). Highlander Hybrid zużywa przy tym 8,7 l/100 km w mieście i 7,6 l/100 km w trasie, zaś konwencjonalny Highlander odpowiednio 12,4 i 9,4 l/100 km.
Oszczędność paliwa przez pojazdy z napędem HSD zależy od dbałości o optymalną eksploatację silnika spalinowego, której sprzyjają:
jazda na dłuższych odcinkach, szczególnie w zimie: ogrzewanie kabiny wymaga ciągłej pracy silnika spalinowego, co jest sprzeczne z ideą HSD – w normalnej sytuacji komputer wyłącza silnik spalinowy, gdy jego praca nie jest konieczna do napędzania pojazdu, oszczędzając w ten sposób paliwo.
umiarkowane przyspieszanie: napęd hybrydowy umożliwia przyspieszanie z użyciem silnika elektrycznego – bez zwiększania obrotów silnika spalinowego lub nawet gdy jest on wyłączony, jednak szybkie przyspieszanie wymusza pracę silnika spalinowego poza optymalnym zakresem parametrów.
łagodne hamowanie: hamowanie rekuperacyjne umożliwia gromadzenie w akumulatorze energii odzyskiwanej podczas hamowania, jednak nie jest w stanie gwałtownie zatrzymać samochodu. Przy gwałtownym hamowaniu konieczny jest udział klasycznych hamulców hydraulicznych i znaczna część energii kinetycznej pojazdu marnuje się w postaci ciepła wydzielanego na okładzinach hamulców. Hamowanie silnikiem podczas zjeżdżania ze wzgórz (dźwignia zmiany biegów w pozycji „B) odciąża hamulce i zwiększa ich trwałość, jednak nie umożliwia odzyskiwania energii. Toyota odradza częste używanie trybu „B”, ponieważ może to prowadzić do przedwczesnego zużycia przekładni.

## Rozwój
Zasadnicza koncepcja układu Toyota Hybrid System / Hybrid Synergy Drive nie zmieniła się od rynkowej premiery samochodu Toyota Prius w 1997 roku, wprowadzono jednak szereg usprawnień.
Stopniowo, lecz nieustannie rozwijany jest akumulator jezdny, rośnie jego pojemność. Pierwszy Prius wykorzystywał akumulator zbudowany z połączonych ogniw R-20 o napięciu po 1,2 wolta, w późniejszych pojazdach zastosowano łatwo wymienne moduły o napięciu po 7,2 V.
Napędzający pierwszego Priusa system THS – Toyota Hybrid System – zastąpił w 2004 system THS II, nazwany w kolejnych wersjach Hybrid Synergy Drive. THS zasilany był z akumulatora napięciem od 276 do 288 V. W Hybrid Synergy Drive dodano przetwornicę prądu stałego (konwerter DC-DC), podwyższającą napięcie do ponad 500 V, co umożliwiło użycie mniejszych akumulatorów i mocniejszych silników.
Rozwojowi HSD towarzyszą też inne usprawnienia – wszystkie napędzane nim pojazdy od Priusa model 2004 wyposażane są w klimatyzację ze sprężarką elektryczną (zamiast napędzanej mechanicznie), co eliminuje konieczność ciągłej pracy silnika spalinowego. Układ ogrzewania uzupełniono o dwa grzejniki elektryczne.
W roku 2005 samochody takie jak Lexus RX 400h czy Toyota Highlander Hybrid wyposażono w napęd na wszystkie koła przez dodanie trzeciego silnika elektrycznego (MGR) połączonego z tylną osią. Tylne koła nie są mechanicznie połączone z silnikiem spalinowym i napędzane są wyłączenie elektrycznie, możliwe jest również hamowanie rekuperacyjne tylnych kół. Silnik MG2 połączono z układem przeniesienia napędu dodatkową przekładnią planetarną, pozwalającą zmniejszyć jego fizyczne rozmiary. Podobny układ hybrydowy opracował Ford, wprowadzając go w samochodzie Ford Escape Hybrid.
W latach 2006 i 2007 w pojazdach Lexus GS 450h / LS 600h wprowadzono kolejne rozwinięcie systemu HSD, nazwane Lexus Hybrid Drive. Wprowadzenie dwóch sprzęgieł/hamulców w dodatkowej przekładni planetarnej między MG2 a układem przeniesienia napędu umożliwiło zmienianie przełożenia między 3,9 i 1,9 w zależności od prędkości jazdy i zmniejszenie natężenia prądu przepływającego między MG1 i MG2. Sprawność układu elektrycznego to ok. 70%, więc zmniejszenie obciążenia pozwala zwiększyć całkowitą sprawność przekładni.

## Nowa generacja
Kolejnym etapem rozwoju Toyota Hybrid Synergy Drive było uzupełnienie go o akumulator litowo-jonowy o dużej pojemności w zaprezentowanym w 2011 roku samochodzie Prius Plug-in. Takie rozwiązanie umożliwia jazdę na znaczne odległości (powyżej 20 km) z napędem wyłącznie elektrycznym, a więc np. codzienne dojeżdżanie do pracy w ogóle bez uruchamiania silnika spalinowego.

## Lista pojazdów z napędem HSD
Poniższa lista obejmuje samochody z napędem Hybrid Synergy Drive i jego odmianami (Toyota Hybrid System I/II, Lexus Hybrid Drive)
Toyota Prius z THS: grudzień 1997 – październik 2003; z THSII: od października 2003
Toyota Prius+
Toyota Prius Plug-in
Lexus RX 400h / Toyota Harrier Hybrid (od marca 2005)
Toyota Highlander/Kluger Hybrid
z THS I: lipiec 2005 – wrzesień 2008
z THS II: od października 2008
Lexus GS 450h (od marca 2006)
Toyota Camry Hybrid (od maja 2006)
Lexus LS 600h/LS 600hL (od kwietnia 2007)
Toyota Crown Majesta (od kwietnia 2012)
Toyota Crown (od kwietnia 2008)
Toyota A-BAT (koncepcyjny pojazd ciężarowy)
Nissan Altima Hybrid (od 2007)
Lexus RX 450h (od 2009)
Lexus NX 300h (od 2014)
Lexus HS 250h (od 2009)
Lexus CT 200h (od II połowy 2010)
Toyota Auris Hybrid (od lipca 2010)
Toyota Yaris Hybrid (od marca 2012)
Lexus IS 300h (od 2013)
Toyota RAV4 Hybrid (od kwietnia 2015)
Ford Fusion (USA) 2012

## bibliografia
- Hsu, J. S., C. W. Ayers, and C. L. Coomer. Report on Toyota/Prius motor design and manufacturing assessment. United States. Department of Energy, 2004.
- Hsu, J. S., et al. Report on Toyota/Prius motor torque-capability, torque-property, no-load back EMF, and mechanical losses. United States. Department of Energy, 2004.
- Staunton, Robert H., et al. Evaluation of 2004 Toyota Prius hybrid electric drive system. No. ORNL/TM-2006/423. Oak Ridge National Lab.(ORNL), Oak Ridge, TN (United States), 2006.
- Hsu, J. S., et al. Report on Toyota/Prius Motor Torque Capability, Torque Property, No-Load Back EMF, and Mechanical Losses, Revised May 2007. No. ORNL/TM-2004/185. Oak Ridge National Laboratory (ORNL), Oak Ridge, TN, 2007.
- Burress, T. A., et al. Evaluation of the 2007 Toyota Camry hybrid synergy drive system. No. ORNL/TM-2007/190, Revised. Oak Ridge National Laboratory (ORNL), Oak Ridge, TN, 2008.
- Burress, Timothy A., et al. Evaluation of the 2008 Lexus LS 600H hybrid synergy drive system. No. ORNL/TM-2008/185. Oak Ridge National Laboratory (ORNL), Oak Ridge, TN, 2009.
- Kaczmarek, Robert. "Simulating the Toyota Prius Electric Motor."